# Lantabat
Lantabat település Franciaországban, Pyrénées-Atlantiques megyében. Lakosainak száma 287 fő (2022. január 1.). Lantabat Ainhice-Mongelos, Armendarits, Beyrie-sur-Joyeuse, Iholdy, Larceveau-Arros-Cibits, Orsanco, Ostabat-Asme és Suhescun községekkel határos.

## Népesség
A település népességének változása:
| Lakosok száma | 298  | 295  | 296  | 284  | 279  | 275  | 280  | 278  | 287  |
|               | 2013 | 2015 | 2016 | 2017 | 2018 | 2019 | 2020 | 2021 | 2022 |